# Муктар Едріс
Муктар Едріс (англ. Muktar Edris, нар. 14 січня 1994) — ефіопський легкоатлет, який спеціалузіється в бігу на середні та довгі дистанції, дворазовий чемпіон світу з бігу на 5000 метрів, чемпіон світу серед юніорів на цій дистанції.
Виступ спортсмена на Олімпіаді-2016 був невдалий — у фінальному забігу на 5000 метрів він був дискваліфікований за заступ за ліву межу першої доріжки.
Після олімпійської невдачі Муктар Едріс двічі ставав чемпіоном світу. Вперше — у Лондоні, де він на фініші випередив британця Мо Фара. Друге «золото» світових першостей спортсмен здобув у Досі.